# Ptyelus integratus
Ptyelus integratus är en insektsart som beskrevs av Walker 1858. Ptyelus integratus ingår i släktet Ptyelus och familjen spottstritar. Inga underarter finns listade i Catalogue of Life.